# 17e division d'infanterie (États-Unis)
Pour les articles homonymes, voir 17e division d'infanterie.
La 17e division d'infanterie (17th Infantry Division) est une division de l'US Army créée à l'occasion de la Première Guerre mondiale puis, lors de la Seconde Guerre mondiale, faisant alors office d'unité fantôme pour tromper les forces de l'Axe. 

## Histoire

### Première Guerre mondiale
La 17e division apparaît pour la première fois comme formation de la Garde nationale mais elle est rapidement réorganisée pour devenir la 38e division. Elle est recréée en 1918 comme division de la National Army (formée en 1917 à partir de l'armée régulière qu'est l'US Army renforcée d'unités de conscrits). Elle comprend la 33e brigade d'infanterie, regroupant les 5e et 83e régiments et la 34e brigade d'infanterie, regroupant les 29e et 84e régiments. Elle comprend aussi la 17e brigade d'artillerie de campagne. Finalement, l'unité n'est pas envoyée en Europe du fait de la fin de la guerre et elle est démobilisée en janvier 1919 au Camp Beauregard de Louisiane. 

### Seconde Guerre mondiale
En 1943-1944, la division est reformée dans le cadre de l'opération Bodyguard, destinée à tromper l'ennemi sur la réalité des forces alliées. En tant qu'unité fantôme, elle est censée arriver en Angleterre en juin 1944 où elle est assignée au 28e corps d'armée appartenant à la 14e armée fictive. Elle est alors positionnée autour de Birmingham avant d'être envoyée à Hatfield Peverel en juillet 1944, faisant partie de la force fantôme devant débarquer dans le Pas-de-Calais avec la 59e division d'infanterie fictive. La division comprend elle-même des unités fantômes que sont les 296e, 336e et 375e régiments d'infanterie.

### Sources et bibliographie
- (en) Richard J. Beamish, America's Part in the World War : A History of the Greatness of Our Country's Achievements, Kessinger Publishing, 2005, 616 p. (ISBN 978-1-4179-5718-7)
- (en) Thaddeus Holt, The Deceivers : Allied Military Deception in the Second World War, Phoenix, 2005 (ISBN 0-7538-1917-1)
- (en) Roger Hesketh, Fortitude : The D-Day Deception Campaign, St Ermin's Press, 1999 (ISBN 0-316-85172-8)